# 太空超人系列
太空超人系列（英語：Masters of the Universe）是美泰兒以行星冒险為題材創作的跨媒體製作 。故事主要講述太空超人与骷髅王在伊坦尼亚星（Eternia）上發生的冲突，作品融合了劍與魔法以及科學幻想等元素。  自1982年系列首次推出可動人偶後，該系列衍生了多種產品，包括動畫劇集、漫畫、電子遊戲、書籍及電影等 。

## 外部連結
- 官方網站